# التهاب الدماغ سنجابي
التهاب الدماغ السنجابي هو عدوى فيروسية تصيب الدماغ وتسبب التهابًا داخل المادة الرمادية في جذع الدماغ. الفيروس له صلة بأجسام الخلايا العصبية وقد وجد أنه يؤثر في الغالب على الدماغ المتوسط والجسر والنخاع المستطيل والمخيخ لمعظم المرضى المصابين. يمكن أن تصل العدوى من خلال المهاد وما تحت المهاد وربما تصل إلى نصفي الكرة المخية. تحدث العدوى بسبب فيروس شلل الأطفال وهو فيروس RNA أحادي الخيط، إيجابي الإحساس ومحاطة بقفيصة غير مغلفة. البشر هم المضيفون الطبيعيون الوحيدون المعروفون لهذا الفيروس. قضي على المرض من الولايات المتحدة منذ منتصف القرن العشرين، لكنه ما يزال موجودًا في مناطق معينة من العالم مثل إفريقيا.

## العلامات والأعراض
قد تختلف العلامات والأعراض وقد لا يعاني بعض الأفراد من أي أعراض على الإطلاق. أكثر أعراض التهاب سنجابية الدماغ شيوعًا هي التعب. يرتبط التعب بصعوبة الانتباه والإدراك والحفاظ على اليقظة. يعاني بعض الأفراد من أعراض نفسية تشمل المزاج القلق والألم والأرق والمزاج المكتئب. كما أبلغ عن الارتباك والتشوش في الزمان والمكان. تختلف الأعراض الحركية أكثر من مريض لآخر، ولكنها يمكن أن تشمل عدم الاتساق والرعشة ورأرأة وفقدان حركات العين المترافقة والصلابة والشلل النصفي.

## الآلية
فيروس شلل الأطفال هو فيروس معوي يدخل عن طريق الفم ويتكاثر في الحلق والخلايا الظهارية في الجهاز الهضمي. ثم ينتقل بعد ذلك إلى مجرى الدم وينتقل إلى الجهاز العصبي المركزي. بمجرد دخوله إلى الجهاز العصبي المركزي، يرتبط الفيروس بالخلية المضيفة عن طريق الارتباط بمستقبل سطح الخلية. مستقبل سطح الخلية المضيفة هو بروتين سكري تم تحديده مؤخرًا على أنه CD155. بمجرد أن يرتبط الفيروس بالخلية المضيفة، يخترق غشاء الخلية المضيفة ويبدأ في تكرار الجينوم الخاص به. تحتوي العديد من الخلايا على مستقبلات السطح CD155؛ ومع ذلك، فإن مظاهر هذا المرض لا تحدث في جميع الخلايا. سبب الإصابة بالمرض في مناطق معينة فقط من الدماغ مثل جذع الدماغ غير معروف. بمجرد أن يغزو الفيروس مناطق من الدماغ، يحدث الالتهاب. أثناء الالتهاب، تتورم أنسجة المخ بسبب استجابة الجهاز المناعي للجسم للعدوى. يمكن للسوائل وخلايا الدم البيضاء والحطام الخلوي الميت والفيروسات المعطلة الناتجة عن إجراءات الاستجابة المناعية أن تغير بشكل كبير السائل المحيط بالخلايا العصبية السليمة. يمكن أن تتدهور وظيفة هذه الخلايا العصبية السليمة بسبب الاضطرابات في غشاء الخلية التي تؤثر على الخواص الكهربائية للخلايا العصبية أو عن طريق التدخل في إمداد الدم مما يتسبب في تلف الخلايا نقص الأكسجين. اعتمادًا على الخلايا العصبية التالفة، سيؤدي ذلك إلى مجموعة متنوعة من الأعراض المختلفة.

## التشخيص
إذا اشتبه في إصابة شخص ما بشلل الأطفال، تفحص عينة من إفرازات الحلق أو البراز أو السائل النخاعي بحثًا عن الفيروس. يمكن إجراء اختبارات الدم للكشف عن الأجسام المضادة ضد المستضدات الفيروسية والبروتينات الغريبة. يعد عزل الفيروس من أكثر الطرق حساسية ومن المرجح أن يتم عزله من عينات البراز. بمجرد عزله، يستخدم RT-PCR للتمييز بين السلالات التي تحدث بشكل طبيعي من السلالات الشبيهة باللقاح.

## الوقاية
غالبًا ما ينتشر الفيروس من شخص لآخر عند ملامسة براز أو لعاب الشخص المصاب. طور نوعان من اللقاحات لمنع حدوث وانتشار فيروس شلل الأطفال. الأول هو شكل غير نشط أو ميت من الفيروس، والثاني هو شكل ضعيف أو موهن من الفيروس. نجح تطوير اللقاحات في القضاء على المرض في الولايات المتحدة. هناك جهود تطعيم مستمرة في الولايات المتحدة للحفاظ على معدل النجاح هذا حيث ما يزال هذا المرض يحدث في بعض مناطق العالم.

## العلاج
لا يوجد علاج شافٍ لشلل الأطفال، لذا فإن الوقاية ضرورية. كثير من الناس الذين يصابون بالعدوى لن تظهر عليهم الأعراض ويكون تشخيصهم ممتازًا. ومع ذلك، يعتمد الإنذار على مقدار الضرر الخلوي الذي يسببه الفيروس والمنطقة المصابة من الدماغ. يمكن أن يعاني العديد من الأشخاص الذين تظهر عليهم أعراض أكثر حدة من إعاقات مدى الحياة أو قد تؤدي إلى الوفاة. تشمل العلاجات الداعمة الراحة في الفراش ومسكنات الألم واتباع نظام غذائي مغذي. استخدمت العديد من الأدوية لعلاج الأعراض النفسية مثل كلونازيبام للأرق وديسفينلافيكسين وسيتالوبرام لاكتئاب المزاج.

## الأبحاث الحديثة
توقف البحث في آلية هذا المرض مع تطوير اللقاحات في منتصف القرن العشرين. ومع ذلك، مع التحديد الأخير لمستقبل سطح الخلية CD155، ظهر اهتمام جديد بهذا المرض. تقوم التجارب التي أجريت على الفئران المعدلة وراثيًا بالتحقيق في المواقع الأولية لتكاثر الفيروس في المضيف وكيفية انتقال الفيروس من مجرى الدم إلى الجهاز العصبي المركزي. كان البحث في النطاق المضيف للفيروس موضع اهتمام أيضًا. يحدد النطاق المضيف للفيروس من خلال تفاعل الفيروس مع المستقبلات الخلوية المضيفة مثل CD155. تتباين مقارنة تسلسل الأحماض الأمينية في مجال الربط لمستقبل الخلية المضيفة بدرجة كبيرة بين أنواع الثدييات. أدت التغييرات السريعة في تسلسل مجال الربط إلى تقييد النطاق المضيف لفيروس شلل الأطفال. كما جرى التحقيق في استهداف الدماغ والحبل الشوكي. ربما يرجع السبب في الانتفاخ المحدود إلى اختلافات معينة في العضو في بدء الترجمة عن طريق موقع دخول الريبوسوم الداخلي للفيروس.